# Faith Leech
Faith Yvonne Leech, född 31 mars 1941 i Bendigo, Victoria, död 14 september 2013 i Bendigo, Victoria, var en australisk simmare som vann guld på 4 × 100 meter frisim och brons på 100 m frisim vid Olympiska sommarspelen 1956 i Melbourne.